# Psammocora profundacella
Psammocora profundacella là một loài san hô trong họ Siderastreidae. Loài này được Gardiner mô tả khoa học năm 1898.

## Hình ảnh

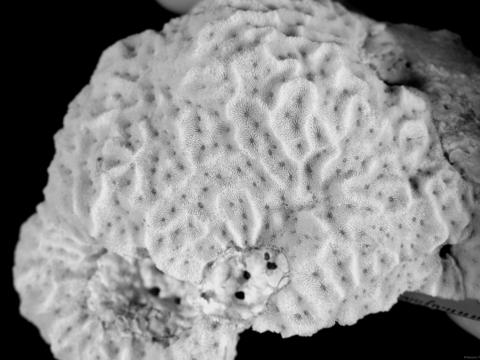
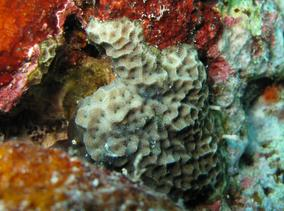